# Joseph Höffner
Joseph Höffner (né le 24 décembre 1906 à Horhausen (Westerwald), en province de Rhénanie, Royaume de Prusse, et mort le 16 octobre 1987 à Cologne), est un cardinal allemand de l'Église catholique du XXe siècle, créé par le pape Paul VI.

## Biographie
Joseph Höffner commence son ministère à Sarrebruck, Kail et Trèves, il est professeur au séminaire et à la faculté théologique de Trèves ainsi qu'à l'université de Münster. Il est le fondateur de l'Institut des sciences sociales à Munich et y exerce les fonctions de professeur et de directeur.
Höffner est nommé évêque de Münster en 1962 et est consacré le 14 septembre de la même année avec comme co-consécrateurs Heinrich Baaken (de) et Heinrich Tenhumberg. Il assiste au IIe concile œcuménique du Vatican de 1962 à 1965. Il est promu archevêque titulaire d'Aquilée (de) et coadjuteur de Cologne le 6 janvier 1969. Il succède au cardinal Josef Frings comme archevêque de Cologne dès le 24 février suivant.
Le pape Paul VI le crée cardinal lors du consistoire du 28 avril 1969. Höffner est président de la Conférence épiscopale allemande de 1976 à 1987. Il participe aux conclaves de 1978, lors desquels les papes Jean-Paul Ier et Jean-Paul II sont élus. Höffner renonce au gouvernement de son archidiocèse en 1987.

## Succession apostolique
Joseph Höffner a ordonné les évêques suivants :
- Archevêque Johannes Höhne (de), M.S.C. (1963)
- Évêque Federico Kaiser (es), M.S.C. (1963)
- Évêque Laurenz Böggering (de) (1967)
- Évêque Hubert Luthe (de) (1969)
- Évêque Klaus Dick (de) (1975)
- Évêque Josef Plöger (de) (1975)
- Évêque Franz Kamphaus (1982)
- Évêque Walter Theodor Jansen (de) (1983)
- Évêque Josef Homeyer (1983)